# Prodasineura haematosoma
Prodasineura haematosoma är en trollsländeart som beskrevs av Maurits Anne Lieftinck 1937. Prodasineura haematosoma ingår i släktet Prodasineura och familjen Protoneuridae. Inga underarter finns listade i Catalogue of Life.